# Transat Jacques-Vabre 2021
Navigation
2019 2023
La Transat Jacques-Vabre 2021 est la quinzième édition de la Transat Jacques-Vabre, course à la voile en double. Le départ est donné le dimanche 7 novembre 2021 à 13 h 27. L'épreuve relie Le Havre à la baie de Fort-de-France (Martinique).
Quatre types de voiliers sont engagés, ce qui donne lieu à quatre classements : les Ultime (multicoques de 32 × 23 mètres), les Ocean Fifty (multicoques de 50 pieds), les Imoca (monocoques de 60 pieds) et les Class40 (monocoques de 40 pieds).
Cette 15e édition se déroule dans le contexte de la pandémie de Covid-19.
Guillaume Verdier a signé les 3 bateaux victorieux des catégories les plus rapides de cette édition 2021: Maxi Edmond de Rothschild, Ultime lancé en 2017, Primonial, Ocean Fifty lancé en 2009 et Linked Out, Imoca lancé en 2019.

## Type de bateau
Absente en 2019, la catégorie Ultime fait son retour pour cette édition. Quatre classes de bateaux sont donc admises à participer :
- des voiliers monocoques d'une longueur maximale de 60 pieds (18,288 mètres). Ces bateaux doivent répondre aux règles de la classe Imoca ;
- des voiliers monocoques dont la longueur est de 40 pieds, soit 12,19 m. Ces bateaux doivent répondre aux règles de la classe Class40 ;
- des voiliers multicoques de 32 × 23 mètres répondant aux règles de la classe Ultime ;
- des voiliers multicoques dont la longueur est de 50 pieds soit 15,24 m. Ces bateaux doivent répondre aux règles de la classe Ocean Fifty.

## Parcours

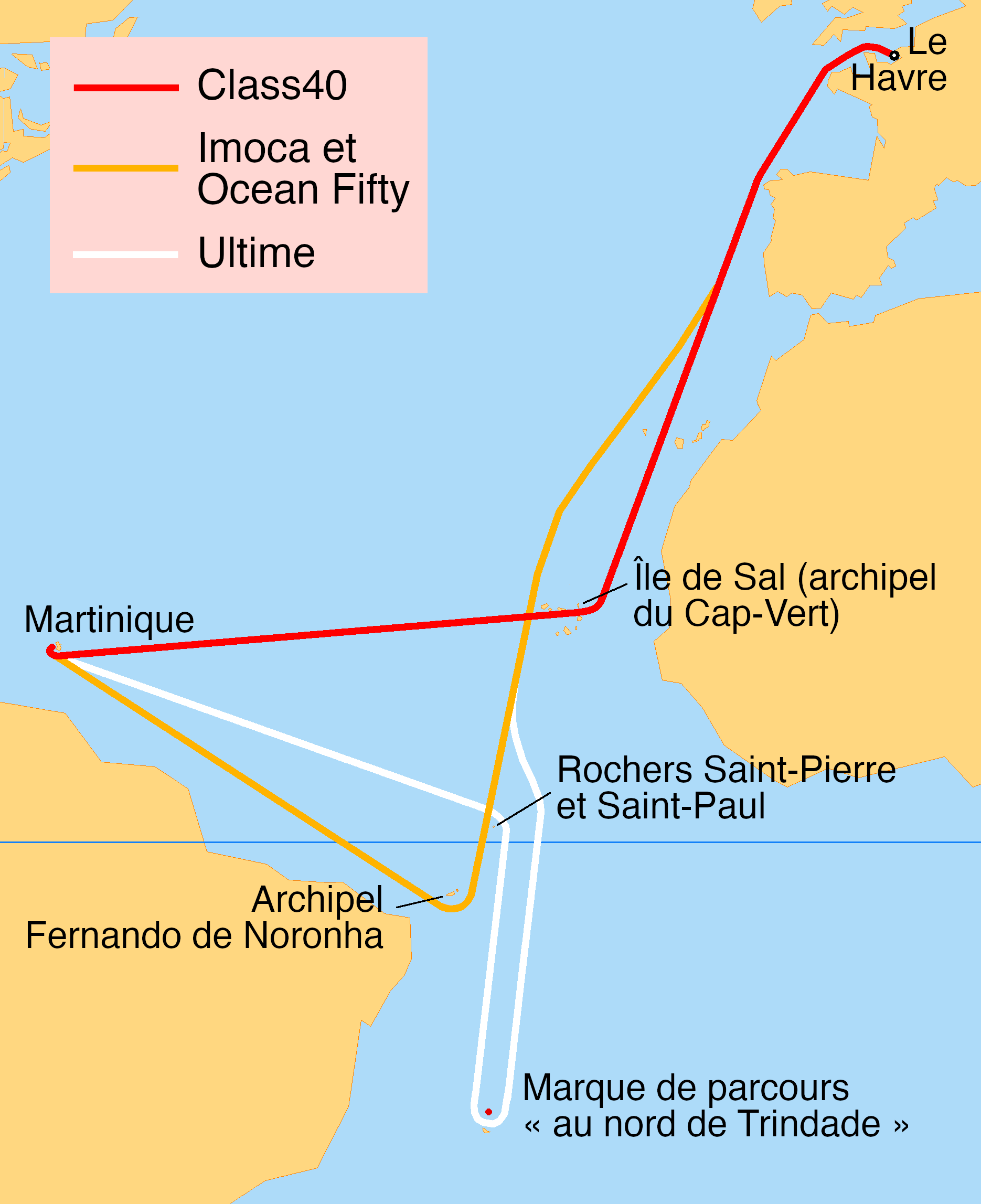
Les trois parcours théoriques. Les Class40 doivent laisser l'île de Sal à tribord. En remontant de Trindade, les Ultime doivent laisser les rochers Saint-Pierre et Saint-Paul à bâbord.

Les bateaux s'élancent d'abord vers le nord, longeant la côte sur une quinzaine de milles pour aller enrouler, devant Étretat, la bouée spectacle Région Normandie, la laissant à bâbord. Les concurrents sont tenus de respecter les différents dispositifs de séparation du trafic (DST) rencontrés : île d'Ouessant, cap Finisterre, cap Saint-Vincent et îles Canaries. Ils doivent également respecter deux zones d'exclusion côtières : le long des côtes de Mauritanie et le long des côtes nord de l'Amérique du Sud. La distance du parcours théorique jusqu'à la baie de Fort-de-France est augmentée par rapport à l'édition précédente (4 350 milles vers Salvador de Bahia), et diffère selon la catégorie des voiliers :
- pour les Class40, Le Havre-baie de Fort-de-France, via l’archipel du Cap-Vert (l'île de Sal doit être laissée à tribord) : 4 600 milles ;
- pour les IMOCA et les Ocean Fifty, Le Havre-baie de Fort-de-France, en enroulant l'archipel Fernando de Noronha : 5 800 milles ;
- pour les Ultime, Le Havre-baie de Fort-de-France, en enroulant une marque de parcours placée à 20 milles au nord de l'île de Trindade (dans l'archipel de Trindade et Martin Vaz)[5], puis en laissant à bâbord les rochers Saint-Pierre et Saint-Paul : 7 500 milles[3].

## Règlement
Un bateau peut faire escale dans un port pour réparer et recevoir assistance de son équipe, sachant que l'escale ne peut être d'une durée inférieure à quatre heures. Le routage depuis la terre n'est autorisé que pour les Ultime et les Ocean Fifty (anciennement Multi50).

## Participants

### Ultime
Les informations sur les arrivées des bateaux proviennent en général du site officiel de la course. Les vitesses sont données en nœuds et les distances en milles.
| Concurrents      | Concurrents        | Bateau                    | Bateau     | Arrivée     | Arrivée | Arrivée               | Arrivée           | Arrivée        | Arrivée         |
| Skipper 1        | Skipper 2          | Nom                       | Lance ment | Classe ment | Date    | Temps                 | Moyenne théorique | Moyenne réelle | Distance réelle |
| ---------------- | ------------------ | ------------------------- | ---------- | ----------- | ------- | --------------------- | ----------------- | -------------- | --------------- |
| Franck Cammas    | Charles Caudrelier | Maxi Edmond de Rothschild | 2017       | 1er         | 23-11   | 16 j 1 h 49 min 16 s  | 20,60             | 24,00          | 9 262,10        |
| François Gabart  | Tom Laperche       | SVR-Lazartigue            | 2021       | 2e          | 23-11   | 16 j 9 h 46 min 11 s  | 20,09             | 23,70          | 9 333,08        |
| Armel Le Cléac'h | Kevin Escoffier    | Banque Populaire XI       | 2021       | 3e          | 24-11   | 16 j 10 h 39 min 20 s | 20,05             | 23,38          | 9 225,53        |
| Yves Le Blevec   | Anthony Marchand   | Actual Ultim 3            | 2015       | 4e          | 25-11   | 18 j 10 h 19 min 15 s | 17,89             | 21,10          | 9 332,54        |
| Thomas Coville   | Thomas Rouxel      | Sodebo Ultim 3            | 2019       | 5e          | 27-11   | 19 j 14 h 32 min 41 s | 16,81             | 20,35          | 9 573,33        |

### Ocean Fifty
| Concurrents           | Concurrents         | Bateau                          | Bateau     | Arrivée     | Arrivée | Arrivée               | Arrivée               | Arrivée            | Arrivée                |
| Skipper 1             | Skipper 2           | Nom du bateau                   | Lance ment | Classe ment | Date    | Temps                 | Moyenne théorique nds | Moyenne réelle nds | Distance réelle milles |
| --------------------- | ------------------- | ------------------------------- | ---------- | ----------- | ------- | --------------------- | --------------------- | ------------------ | ---------------------- |
| Sébastien Rogues      | Matthieu Souben     | Primonial                       | 2009       | 1er         | 23-11   | 15 j 13 h 27 min 14 s | 15,40                 | 17,50              | 6536,56                |
| Erwan Le Roux         | Xavier Macaire      | Koezio                          | 2020       | 2e          | 23-11   | 15 j 15 h 55 min 12 s | 15,30                 | 17,63              | 6626,30                |
| Sam Goodchild         | Aymeric Chappellier | Leyton                          | 2017       | 3e          | 23-11   | 15 j 17 h 15 min 43 s | 15,24                 | 17,71              | 6680,21                |
| Thibaut Vauchel Camus | Frédéric Duthil     | Solidaires en Peloton Arsep     | 2018       | 4e          | 23-11   | 16 j 6 h 49 min 35 s  | 14,71                 | 16,53              | 6461,46                |
| Armel Tripon          | Benoit Marie        | Les P'tits Doudous              | 2013       | 5e          | 23-11   | 16 j 7 h 1 min 22 s   | 14,71                 | 17,35              | 6782,44                |
| Gilles Lamiré         | Yvan Bourgnon       | Groupe GCA Mille et un sourires | 2009       | 6e          | 24-11   | 16 j 14 h 1 min 21 s  | 14,45                 | 16,74              | 6661,44                |
| Lalou Roucayrol       | Quentin Vlamynck    | Arkema 4                        | 2013       | 7e          | 24-11   | 17 j 2 h 41 min 9 s   | 14,00                 | 15,94              | 6547,98                |

### IMOCA
| Concurrents          | Concurrents        | Bateau                          | Bateau     | Arrivée                                                    | Arrivée                                                    | Arrivée                                                    | Arrivée                                                    | Arrivée                                                    | Arrivée                                                    |
| Skipper 1            | Skipper 2          | Nom                             | Lance ment | Classe ment                                                | Date                                                       | Temps                                                      | Moyenne théorique nds                                      | Moyenne réelle nds                                         | Distance réelle milles                                     |
| -------------------- | ------------------ | ------------------------------- | ---------- | ---------------------------------------------------------- | ---------------------------------------------------------- | ---------------------------------------------------------- | ---------------------------------------------------------- | ---------------------------------------------------------- | ---------------------------------------------------------- |
| Thomas Ruyant        | Morgan Lagravière  | Linked Out                      | 2019       | 1er                                                        | 25-11                                                      | 18 j 01 h 21 min et 10 s                                   | 13,27                                                      | 15,44                                                      | 6691,30                                                    |
| Charlie Dalin        | Paul Meilhat       | Apivia                          | 2019       | 2e                                                         | 26-11                                                      | 18 j 21 h 33 min et 31 s                                   | 12,68                                                      | 14,64                                                      | 6642,18                                                    |
| Jérémie Beyou        | Christopher Pratt  | Charal                          | 2018       | 3e                                                         | 27-11                                                      | 19 j 14 h 59 min et 36 s                                   | 12,21                                                      | 13,96                                                      | 6574,22                                                    |
| Sébastien Simon      | Yann Eliès         | Arkea-Paprec                    | 2019       | 4e                                                         | 28-11                                                      | 20 j 17 h 08 min et 30 s                                   | 11,57                                                      | 13,42                                                      | 6670,90                                                    |
| Samantha Davies      | Nicolas Lunven     | Initiatives-Cœur                | 2010       | 5e                                                         | 28-11                                                      | 20 j 17 h 30 min et 10 s                                   | 11,56                                                      | 12,94                                                      | 6440,10                                                    |
| Giancarlo Pedote     | Martin Le Pape     | Prysmian Group                  | 2015       | 6e                                                         | 28-11                                                      | 20 j 19 h 17 min et 54 s                                   | 11,52                                                      | 12,95                                                      | 6464,13                                                    |
| Romain Attanasio     | Sébastien Marsset  | Fortinet-Best Western           | 2015       | 7e                                                         | 28-11                                                      | 20 j 20 h 10 min et 10 s                                   | 11,50                                                      | 13,07                                                      | 6539,70                                                    |
| Nicolas Troussel     | Sébastien Josse    | Corum L'Épargne                 | 2020       | 8e                                                         | 28-11                                                      | 20 j 21 h 15 min et 49 s                                   | 11,47                                                      | 13,24                                                      | 6635,25                                                    |
| Yannick Bestaven     | Jean-Marie Dauris  | Maître Coq IV                   | 2015       | 9e                                                         | 28-11                                                      | 21 j 0 h 22 min 53 s                                       | 11,40                                                      | 12,94                                                      | 6527,63                                                    |
| Fabrice Amedeo       | Loïs Berrehar      | Nexans-Art & Fenêtres           | 2015       | 10e                                                        | 28-11                                                      | 21 j 03 h 44 min et 22 s                                   | 11,33                                                      | 12,64                                                      | 6419,36                                                    |
| Damien Seguin        | Benjamin Dutreux   | Groupe Apicil                   | 2008       | 11e                                                        | 28-11                                                      | 21 j 07 h 41 min et 21 s                                   | 11,24                                                      | 12,67                                                      | 6482,49                                                    |
| Isabelle Joschke     | Fabien Delahaye    | MACSF                           | 2007       | 12e                                                        | 28-11                                                      | 21 j 11 h 04 min et 33 s                                   |                                                            |                                                            |                                                            |
| Charlie Enright      | Pascal Bidégorry   | 11th Hour Racing-Mālama         | 2021       | 13e                                                        | 28-11                                                      | 21 j 13 h 37 min et 20 s                                   |                                                            |                                                            |                                                            |
| Louis Duc            | Marie Tabarly      | Kostum-Lantana Paysage          | 2006       | 14e                                                        | 29-11                                                      | 21 j 20 h 45 min et 54 s                                   |                                                            |                                                            |                                                            |
| Stéphane Le Diraison | Didac Costa        | Time for Oceans                 | 2007       | 15e                                                        | 29-11                                                      | 21 j 21 h 38 min et 14 s                                   |                                                            |                                                            |                                                            |
| Arnaud Boissières    | Rodolphe Sepho     | La Mie Câline Artisans Artipôle | 2007       | 16e                                                        | 29-11                                                      | 22 j 00 h 12 min et 13 s                                   |                                                            |                                                            |                                                            |
| Clément Giraud       | Erik Nigon         | Compagnie du lit / Jiliti       | 2006       | 17e                                                        | 29-11                                                      | 22 j 01 h 26 min et 29 s                                   |                                                            |                                                            |                                                            |
| Manuel Cousin        | Alexia Barrier     | Groupe Setin-4MyPlanet          | 2007       | 18e                                                        | 29-11                                                      | 22 j 03 h 11 min et 21 s                                   |                                                            |                                                            |                                                            |
| Denis Van Weynbergh  | Tanguy Le Turquais | Laboratoires de Biarritz        | 2014       | 19e                                                        | 01-12                                                      | 24 j 06 h 12 min et 34 s                                   |                                                            |                                                            |                                                            |
| Antoine Cornic       | Jean-Charles Luro  | Ebac                            | 2005       | 20e                                                        | 02-12                                                      | 24 j 22 h 58 min et 32 s                                   | 9,60                                                       | 10,51                                                      | 6295,81                                                    |
| Justine Mettraux     | Simon Fisher       | 11th Hour Racing-Alaka'i        | 2015       | Abandon le 10 novembre en raison d'un démâtage.            | Abandon le 10 novembre en raison d'un démâtage.            | Abandon le 10 novembre en raison d'un démâtage.            | Abandon le 10 novembre en raison d'un démâtage.            | Abandon le 10 novembre en raison d'un démâtage.            | Abandon le 10 novembre en raison d'un démâtage.            |
| Louis Burton         | Davy Beaudart      | Bureau Vallée                   | 2020       | Abandon le 7 novembre (démâtage au premier jour de course) | Abandon le 7 novembre (démâtage au premier jour de course) | Abandon le 7 novembre (démâtage au premier jour de course) | Abandon le 7 novembre (démâtage au premier jour de course) | Abandon le 7 novembre (démâtage au premier jour de course) | Abandon le 7 novembre (démâtage au premier jour de course) |

### Class40
| Concurrents             | Concurrents              | Concurrents                           | Concurrents | Bateau                                              | Bateau                                              | Arrivée                                             | Arrivée                                             | Arrivée                                             | Arrivée                                             |
| Skipper 1               | Skipper 2                | Nom du bateau                         | Lance ment  | Classe ment                                         | Date                                                | Temps                                               | Moyenne théorique nds                               | Moyenne réelle nds                                  | Distance réelle milles                              |
| ----------------------- | ------------------------ | ------------------------------------- | ----------- | --------------------------------------------------- | --------------------------------------------------- | --------------------------------------------------- | --------------------------------------------------- | --------------------------------------------------- | --------------------------------------------------- |
| Antoine Carpentier      | Pablo Santurde Del Arco  | Redman                                | 2020        | 1er                                                 | 29-11                                               | 21 j 22 h 33 min et 30 s                            | 8,70                                                | 10,45                                               | 5502,96                                             |
| Valentin Gautier        | Simon Koster             | Banque du Léman                       | 2019        | 2e                                                  | 29-11                                               | 21 j 23 h 37 min et 38 s                            | 8,68                                                | 10,38                                               | 5477,45                                             |
| Cédric Château          | Jérémie Mion             | Seafrigo - Sogestran                  | 2021        | 3e                                                  | 29-11                                               | 22 j 00 h 11 min et 53 s                            | 8,67                                                | 10,22                                               | 5399,04                                             |
| Jonas Gerckens          | Benoit Hantzperg         | Volvo                                 | 2021        | 4e                                                  | 29-11                                               | 22 j 00 h 31 min et 04 s                            |                                                     |                                                     |                                                     |
| Luke Berry              | Achille Nebout           | Lamotte - Module Création             | 2018        | 5e                                                  | 29-11                                               | 22 j 01 h 05 min et 49 s                            |                                                     |                                                     |                                                     |
| Nicolas Jossier         | Alexis Loison            | La Manche #EvidenceNautique           | 2018        | 6e                                                  | 29-11                                               | 22 j 02 h 25 min et 07 s                            |                                                     |                                                     |                                                     |
| Emmanuel Le Roch        | Pierre Quiroga           | Edenred                               | 2021        | 7e                                                  | 29-11                                               | 22 j 03 h 07 min et 53 s                            |                                                     |                                                     |                                                     |
| Pierre Casenave-Péré    | Kevin Bloch              | Legallais                             | 2015        | 8e                                                  | 29-11                                               | 22 j 04 h 17 min et 22 s                            |                                                     |                                                     |                                                     |
| Amélie Grassi           | Marie Riou               | La Boulangère Bio                     | 2021        | 9e                                                  | 29-11                                               | 22 j 04 h 29 min et 20 s                            |                                                     |                                                     |                                                     |
| Jean Galfione           | Éric Péron               | Serenis Consulting                    | 2021        | 10e                                                 | 29-11                                               | 22 j 05 h 15 min et 20 s                            |                                                     |                                                     |                                                     |
| Brian Thompson          | Alister Richardson       | Tquila                                | 2014        | 11e                                                 | 29-11                                               | 22 j 06 h 11 min et 08 s                            |                                                     |                                                     |                                                     |
| Axel Trehin             | Frédéric Denis           | Project Rescue Ocean                  | 2020        | 12e                                                 | 29-11                                               | 22 j 06 h 43 min et 50 s                            |                                                     |                                                     |                                                     |
| Nicolas D'Estais        | Erwan Le Draoulec        | Emile Henry - Happyvore               | 2021        | 13e                                                 | 29-11                                               | 22 j 07 h 23 min et 30 s                            |                                                     |                                                     |                                                     |
| Ian Lipinski            | Julien Pulvé             | Crédit Mutuel                         | 2019        | 14e                                                 | 30-11                                               | 22 j 10 h 40 min et 58 s                            |                                                     |                                                     |                                                     |
| Charles-Louis Mourruau  | Andrea Fantini           | Guidi                                 | 2018        | 15e                                                 | 30-11                                               | 22 j 11 h 33 min et 57 s                            |                                                     |                                                     |                                                     |
| Antoine Magré           | Olivier Magré            | E. Leclerc Ville-la-Grand             | 2020        | 16e                                                 | 30-11                                               | 22 j 13 h 58 min et 30 s                            |                                                     |                                                     |                                                     |
| Ivica Kostelić          | Calliste Antoine         | Croatia Full Of Life                  | 2013        | 17e                                                 | 30-11                                               | 22 j 14 h 29 min et 51 s                            |                                                     |                                                     |                                                     |
| Masa Suzuki             | Anne Beaugé              | Milai                                 | 2011        | 18e                                                 | 30-11                                               | 22 j 17 h 59 min et 30 s                            |                                                     |                                                     |                                                     |
| Renaud Courbon          | Guillaume Pirouelle      | Clown-Hop                             | 2013        | 19e                                                 | 30-11                                               | 22 j 20 h 28 min et 54 s                            |                                                     |                                                     |                                                     |
| Hervé Thomas            | Gérald Véniard           | Saint Yves Services Odegam            | 2017        | 20e                                                 | 30-11                                               | 22 j 22 h 53 min et 26 s                            |                                                     |                                                     |                                                     |
| Maxime Cauwe            | Jules Bonnier            | Avanade                               | 2010        | 21e                                                 | 30-11                                               | 22 j 23 h 57 min et 46 s                            |                                                     |                                                     |                                                     |
| Aurélien Ducroz         | David Sineau             | Crosscall                             | 2021        | 22e                                                 | 30-11                                               | 23 j 00 h 38 min et 01 s                            |                                                     |                                                     |                                                     |
| Matthieu Perraut        | William Mathelin Moreaux | Inter Invest                          | 2013        | 23e                                                 | 30-11                                               | 23 j 02 h 49 min et 10 s                            |                                                     |                                                     |                                                     |
| Jean-Pierre Balmes      | Laurent Camprubi         | FullSave                              | 2016        | 24e                                                 | 30-11                                               | 23 j 09 h 21 min et 28 s                            |                                                     |                                                     |                                                     |
| Pierre-Louis Attwell    | Maxime Bensa             | Vogue avec un Crohn                   | 2014        | 25e                                                 | 01-12                                               | 23 j 11 h 18 min et 20 s                            | 8,13                                                | 9,57                                                | 5388,95                                             |
| Stanislas Thuret        | Mathieu Crepel           | Everial                               | 2016        | 26e                                                 | 01-12                                               | 23 j 11 h 41 min et 44 s                            | 8,12                                                | 9,54                                                | 5375,27                                             |
| Didier Le Vourch        | Olivier Delrieu          | Vicitan                               | 2014        | 27e                                                 | 01-12                                               | 23 j 13 h 15 min et 27 s                            | 8,10                                                | 9,48                                                | 5360,48                                             |
| Victor Jost             | Enguerrand Granoux       | Exploring Tech For Good               | 2012        | 28e                                                 | 01-12                                               | 23 j 14 h 14 min et 26 s                            | 8,10                                                | 9,48                                                | 5360,48                                             |
| Sébastien Audigane      | François Jambou          | Entrepreneurs Pour La Planète         | 2017        | 29e                                                 | 01-12                                               | 23 j 20 h 12 min et 28 s                            | 8,00                                                | 9,46                                                | 5411,28                                             |
| Simon Kervarrec         | Yannick Kervarrec        | Leclerc Samsic                        | 2014        | 30e                                                 | 02-12                                               | 24 j 12 h 54 min et 07 s                            | 7,78                                                | 9,06                                                | 5336,51                                             |
| Clara Fortin            | Martin Louchart          | Randstad-Ausy                         | 2018        | 31e                                                 | 02-12                                               | 24 j 13 h 37 min et 43 s                            | 7,77                                                | 9,23                                                | 5445,99                                             |
| Nicolas Lemarchand      | Thimoté Polet            | Entraide Marine                       | 2010        | 32e                                                 | 02-12                                               | 24 j 19 h 35 min et 39 s                            | 7,69                                                | 8,78                                                | 5226,77                                             |
| Thibaut Lefevere        | Thomas Bulcke            | Free Dom                              | 2018        | 33e                                                 | 02-12                                               | 24 j 20 h 01 min et 45 s                            | 7,68                                                | 8,71                                                | 5191,49                                             |
| Jean-Edouard Criquioche | Eric Baray               | Group G2C - La Martinique             | 2010*       | 34e                                                 | 02-12                                               | 25 j 00 h 13 min et 52 s                            | 7,63                                                | 8,89                                                | 5336,78                                             |
| Alex Mehran Jr          | Merfyn Owen              | Polka Dot                             | 2013        | 35e                                                 | 02-12                                               | 25 j 01 h 47 min et 46 s                            | 7,61                                                | 8,90                                                | 5355,28                                             |
| Frans Budel             | Ysbrand Endt             | Sec Hayai                             | 2007*       | 36e                                                 | 03-12                                               | 25 j 22 h 11 min et 43 s                            | 7,36                                                | 8,21                                                | 5105,67                                             |
| Florian Gueguen         | Raphaël Auffret          | Equipe Voile Parkinson                | 2011        | 37e                                                 | 03-12                                               | 25 j 22 h 31 min et 03 s                            | 7,36                                                | 8,35                                                | 5198,62                                             |
| Julia Courtois          | Jeanne Courtois          | Saint James - Biscuiterie de l'Abbaye | 2014        | 38e                                                 | 03-12                                               | 25 j 22 h 48 min et 53 s                            | 7,35                                                | 8,26                                                | 5145,25                                             |
| Kieran Le Borgne        | Jean-Jacques Le Borgne   | Recycleurs Bretons - Navaleo          | 2009        | 39e                                                 | 03-12                                               | 26 j 04 h 43 min et 08 s                            | 7,28                                                | 7,98                                                | 5016,07                                             |
| Baptiste Hulin          | Christophe Bachmann      | Rennes.Saint-Malo - Rêves             | 2017        | 40e                                                 | 04-12                                               | 26 j 13 h 52 min et 36 s                            | 7,18                                                | 8,16                                                | 5204,35                                             |
| Ryan Barkey             | Melodie Schaffer         | Stormtech                             | 2013        | 41e                                                 | 04-12                                               | 26 j 17 h 02 min et 28 s                            | 7,14                                                | 8,26                                                | 5294,46                                             |
| Morgane Ursault Poupon  | Julia Virat              | Up Sailing Unis Pour la Planète       | 2007*       | 42e                                                 | 05-12                                               | 27 j 14 h 23 min et 46 s                            |                                                     |                                                     |                                                     |
| Georges Guiguen         | Morgann Pinson           | Terre Exotique                        | 2004*       | 43e                                                 | 05-12                                               | 27 j 23 h 04 min et 06 s                            |                                                     |                                                     |                                                     |
| Tanguy Duchatelet       | Fabrice Renouard         | Lenzi - Lanternes de Paris            | 2014        | Abandon le 18 novembre (bout-dehors et spis abîmés) | Abandon le 18 novembre (bout-dehors et spis abîmés) | Abandon le 18 novembre (bout-dehors et spis abîmés) | Abandon le 18 novembre (bout-dehors et spis abîmés) | Abandon le 18 novembre (bout-dehors et spis abîmés) | Abandon le 18 novembre (bout-dehors et spis abîmés) |
| Kito de Pavant          | Gwen Gbick               | HBF - Reforest'action                 | 2014        | Abandon le 18 novembre (bout-dehors explosé)        | Abandon le 18 novembre (bout-dehors explosé)        | Abandon le 18 novembre (bout-dehors explosé)        | Abandon le 18 novembre (bout-dehors explosé)        | Abandon le 18 novembre (bout-dehors explosé)        | Abandon le 18 novembre (bout-dehors explosé)        |

* Catégorie Vintage

## Avant la course
La pandémie de Covid-19 restreint les organisateurs quant au choix du lieu d'arrivée de la course. C'est ainsi la Baie de Fort-de-France en Martinique qui est choisie, contrairement aux éditions précédentes où l'épreuve se terminait à Salvador de Bahia au Brésil, dont le pays est particulièrement touché par la pandémie.

## Déroulement

### Course des Ultime
Au Raz Blanchard, au nord ouest du Corentin, Maxi Edmond de Rothschild est en tête avec 5 miles d'avance sur Banque Populaire XI, 10 miles sur Sodebo Ultim 3 et SVR-Lazartigue, et 26 miles sur Actual Ultim 3.
La descente du golfe de Gascogne se fait dans un relatif petit temps, la flotte des ultimes reste groupée jusqu'au cap Vert, puis Maxi Edmond de Rothschild se détache jusqu'à compter 300 milles d'avance à la marque de passage de l'île de Trindade (Atlantique sud, dans l'archipel de Trindade et Martin Vaz). Avant de laisser à bâbord les rochers Saint-Pierre et Saint-Paul pour rejoindre la Martinique, les trois bateaux de tête, Maxi Edmond de Rothschild, Banque Populaire XI et SVR-Lazartigue, trouvent des conditions de vent idéales pour les pointes de vitesse, Charles Caudrelier parle même de devoir ralentir le bateau pour limiter les risques de casse. Les trois bateaux dépassent quand même la barre des 800 milles sur 24 heures (803 pour Maxi Edmond de Rothschild, 801 pour Banque Populaire XI et 816 pour SVR-Lazartigue). Au douzième jour de course, à la dernière marque de passage, Maxi Edmond de Rothschild affiche une avance de 400 milles sur Banque Populaire XI et 500 milles sur SVR-Lazartigue.
Maxi Edmond de Rothschild, plan Verdier lancé en 2017, l'emporte en 18 jours 1 heure 21 minutes et 10 secondes. Sur les 7900 milles théoriques depuis Le Havre, la vitesse moyenne est de 20,51 nœuds, mais le bateau a réellement parcouru 9262,13 milles à 24,01 nœuds de moyenne .

### Course des Ocean Fifty
Arrivées
Primonial, plan Verdier lancé en 2009, l'emporte en 15 jours 13 heures 27 minutes et 14 secondes. Sur les 5800 milles théoriques depuis Le Havre, la vitesse moyenne est de 15,4 nœuds, mais le bateau a réellement parcouru 6536,56 milles à 17,5 nœuds de moyenne .

### Course des Imoca
6 jours après le départ, c'est le Linked Out de Thomas Ruyant et Morgan Lagravière qui est en tête à la sortie des Îles Canaries. Il a 8 miles d'avance sur Charal et 13 miles d'avance sur Apivia. Le top 10 se tient en 150 miles.
Arrivées
Linked Out, plan Verdier dernière génération lancé en 2019, signe sa première victoire en course en 18 jours 1 heure 21 minutes et 10 secondes. Sur les 5 800 milles théoriques depuis Le Havre, la vitesse moyenne est de 13,27 nœuds, mais le bateau a réellement parcouru 6691,30 milles à 15,44 nœuds .

### Course des Class40
Après 12 jours de course, les premiers mettent enfin le cap à l'ouest après avoir laissé l'île de Sal dans l'archipel du cap Vert à tribord. Les nombreuses journées de petit temps dans la descente de l'Atlantique amènent la plupart des équipages à programmer un rationnement de la nourriture, la course s'annonçant au moins une semaine plus longue que prévu pour les prétendants la victoire.
Arrivées

## Incidents et abandons
Dans la nuit du 7 au 8 novembre (après une dizaine d'heures de course) : démâtage et abandon de Bureau Vallée avec Louis Burton et Davy Beaudart à son bord, alors qu'ils étaient 2e au classement dans la classe IMOCA, à mi-chemin entre les îles d'Aurigny et de Guernesey, à une vitesse de 18 à 19 nœuds sur une mer peu agitée, dans un vent d'environ 15 nœuds, avec une grande voile haute et une voile de tête à l'avant.
Le 10 novembre en milieu d'après midi, dans 23 nœuds de vent, avec un ris dans la grand-voile, l'IMOCA 11th Hour Racing team Alaka'i plante dans une vague et démâte au large du cap Finistère contraignant Simon Fisher et Justine Mettraux à l'abandon alors qu'ils étaient en 7e position dans leur classe.
Le 11 novembre, au large du Maroc, l'ultime Sodebo Ultim 3, alors 2nd au classement, heurte violemment un OFNI. Thomas Coville était dans sa banette mais Thomas Rouxel a été projeté dans le bateau et s'en sort avec quelques contusions. Le foil tribord est touché. Une escale de quelques heures le 12 novembre, à Funchal, où ont été dépechés des membres de l'équipe Sodebo, permet de réparer partiellement le foil et de reprendre la course.
Dans la nuit du 17 au 18 novembre, le bout-dehors d'HBF - Reforest'Action se brise sous la contrainte du gennaker, au sud-est des Canaries, alors que le class40 navigue vers le sud à une vitesse de 15 à 20 nœuds, dans un vent mollissant de nord-est. Cette pièce, indispensable à l'installation des voiles les plus utiles pour cette course et désormais hors d'usage, contraint Kito De Pavant et Gwen Gbick à l'abandon. Les navigateurs, qui occupaient alors la 28e position du classement des class40, font demi-tour vers Gibraltar.
Le 18 novembre, Tanguy Duchatelet et Fabrice Renouard abandonnent indiquant plusieurs problèmes matériels et en particulier leur deux spis qui sont abîmés sans qu'ils puissent être réparés à bord, ainsi qu'un problème de bout-dehors. A bord de Lenzi - Lanternes de Paris, les navigateurs ont pris cette décision au large des Canaries après avoir occupé les positions du classement situées le plus souvent autour des 35e ou 40e places en class40.